# Menesia laosensis
Menesia laosensis là một loài bọ cánh cứng trong họ Cerambycidae.